# Otmuchów
Otmuchów est une ville de Pologne, située dans le sud du pays, dans la voïvodie d'Opole. Elle est le siège de la gmina de Otmuchów, dans le powiat de Nysa.

## Histoire
De 1742 à 1945, Ottmachau fait partie de l'arrondissement de Grottkau dans le district d'Oppeln au sein de la province de Silésie.